# Domingos de Castro Gentil Soares Branco
Domingos de Castro Gentil Soares Branco (Lisboa, 20 de Dezembro de 1925 — Lisboa, 4 de Dezembro de 2013), conhecido por Soares Branco, foi um escultor e professor da Escola Superior de Belas Artes de Lisboa, autor da Águia do Benfica do Estádio da Luz e do busto de Sá Carneiro que se encontra na Praça do Areeiro (Lisboa), entre outras obras escultóricas notáveis.

## Biografia
Natural de Lisboa, matriculou-se em 1944 na Escola de Belas Artes de Lisboa, onde foi aluno de José Simões de Almeida (Sobrinho) e de Leopoldo de Almeida, tendo concluído o Curso de Escultura em 1953. Ainda estudante, foi o 2.º classificado da edição de 1951 do Prémio de Escultura Soares do Reis, promovido pelo Secretariado Nacional de Informação, Cultura Popular e Turismo (SNI).
Terminado o curso, empregou-se como desenhador na Escola Médica de Lisboa, no Campo de Santana, onde trabalhou até ter ingressado em 1958 como professor para a Escola de Belas Artes de Lisboa. Foi docente da Escola Superior de Belas Artes de Lisboa durante mais de 30 anos, tendo-se aposentado em 1996, ao atingir o limite de idade.
Ao longo da sua carreira dedicou-se à escultura, com destaque para a produção de elementos escultóricos destinados a espaços públicos, e à medalhística. No campo da medalhística deixou uma vasta obra, tendo merecido vários prémios em concursos.
Foi grande a sua produção escultórica destinada a espaços públicos, estando presente em diversas cidade e vilas portuguesas, com destaque para Lisboa, Mafra, Santarém, Alcochete e Fátima. 
São da sua autoria a estátua de Santo António implantada junto à igreja de Santo António de Lisboa, na Sé de Lisboa, a «Águia do Benfica» do Estádio da Luz, a alegoria intitulada «Vento Garroa» situada no Parque Eduardo VII (Lisboa), o busto de Francisco Sá Carneiro implantado na rotunda da Praça do Areeiro (Lisboa), o monumento à Travessia Aérea do Atlântico Sul implantado em Belém (Lisboa) e a estátua do papa Pio XII implantada em Fátima.
Contudo é em Mafra que se encontram algumas das mais notáveis obras de escultura pública da sua autoria, nomeadamente o «Monumento do Soldado Infante», o «Monumento Comemorativo do 1.º Centenário da Escola Prática de Infantaria» e um monumento à actriz Beatriz Costa. É também naquela vila portuguesa que foi criado em 1991 o Museu Soares Branco, localizado no Complexo Cultural Quinta da Raposa, para o qual o escultor doou grande parte do seu espólio, o qual é constituído por mais de 13 000 peças, incluindo estudos, maquetas e esboços.
Em 1962 foi autor dos grupos escultóricos da fachada do Tribunal de Tavira, pelo que foi pago 181 contos. Realizou a "Justiça ladeada pela Força e pela Lei", o Escudo de Armas da Cidade, duas placas da Lei e da Justiça e a composição "Domus Iustitiae". 
Foi sepultado no Cemitério de Santarém.

## Galeria

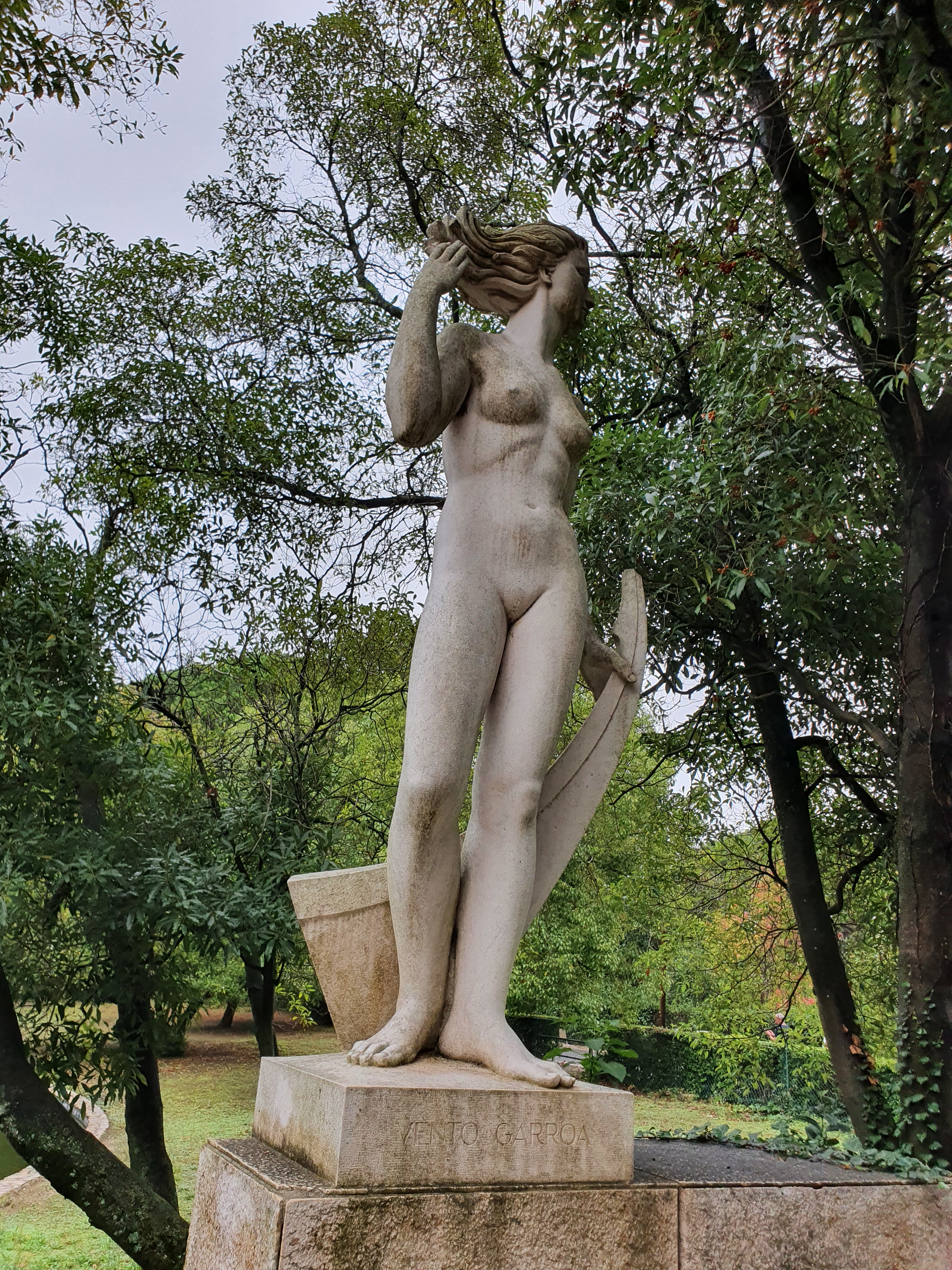
Vento Garroa, estátua de 1954 de Soares Branco, no Parque Eduardo VII, em Lisboa.
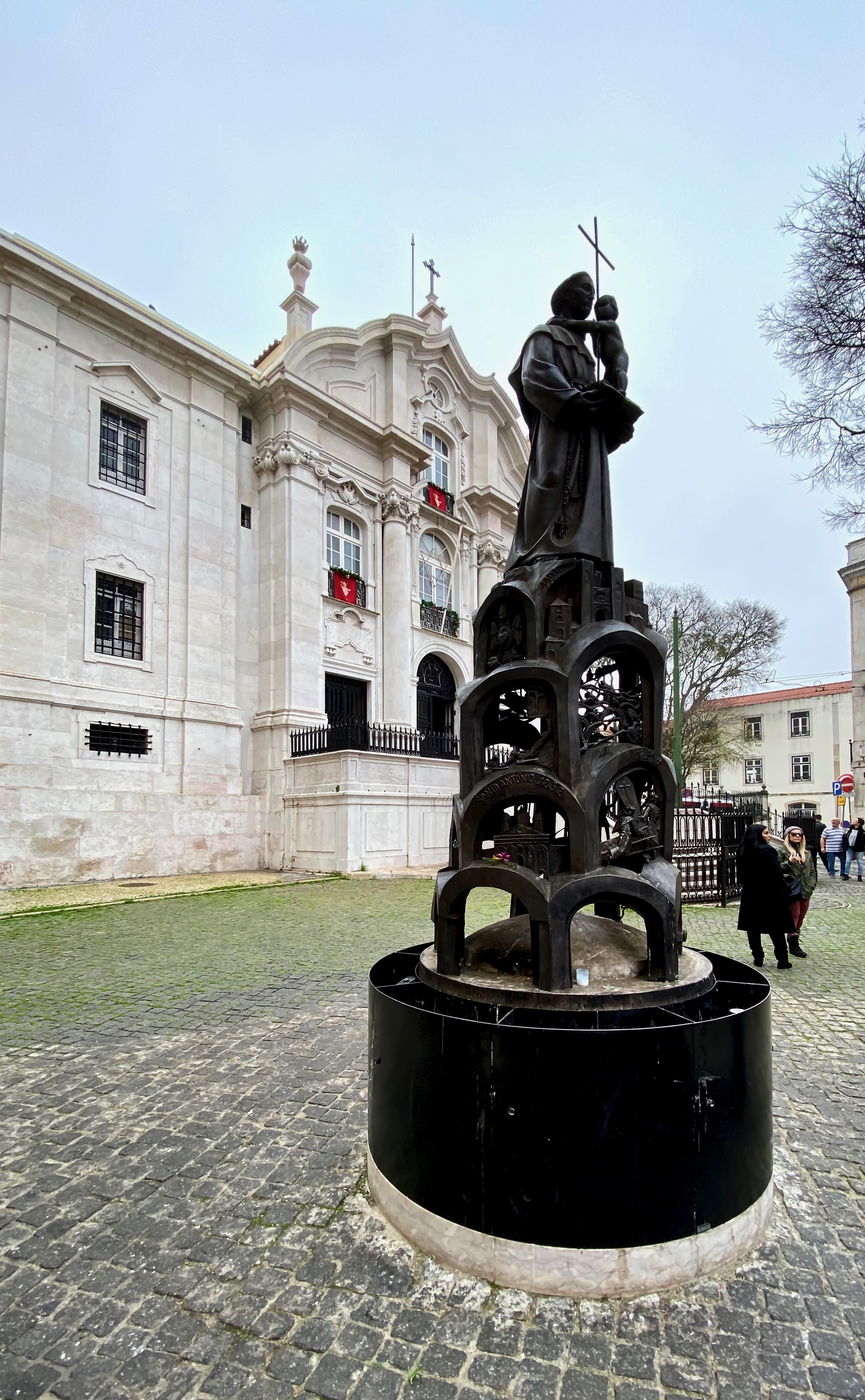
Santo António, escultura de Soares Branco no Largo de Santo António da Sé, em Lisboa.
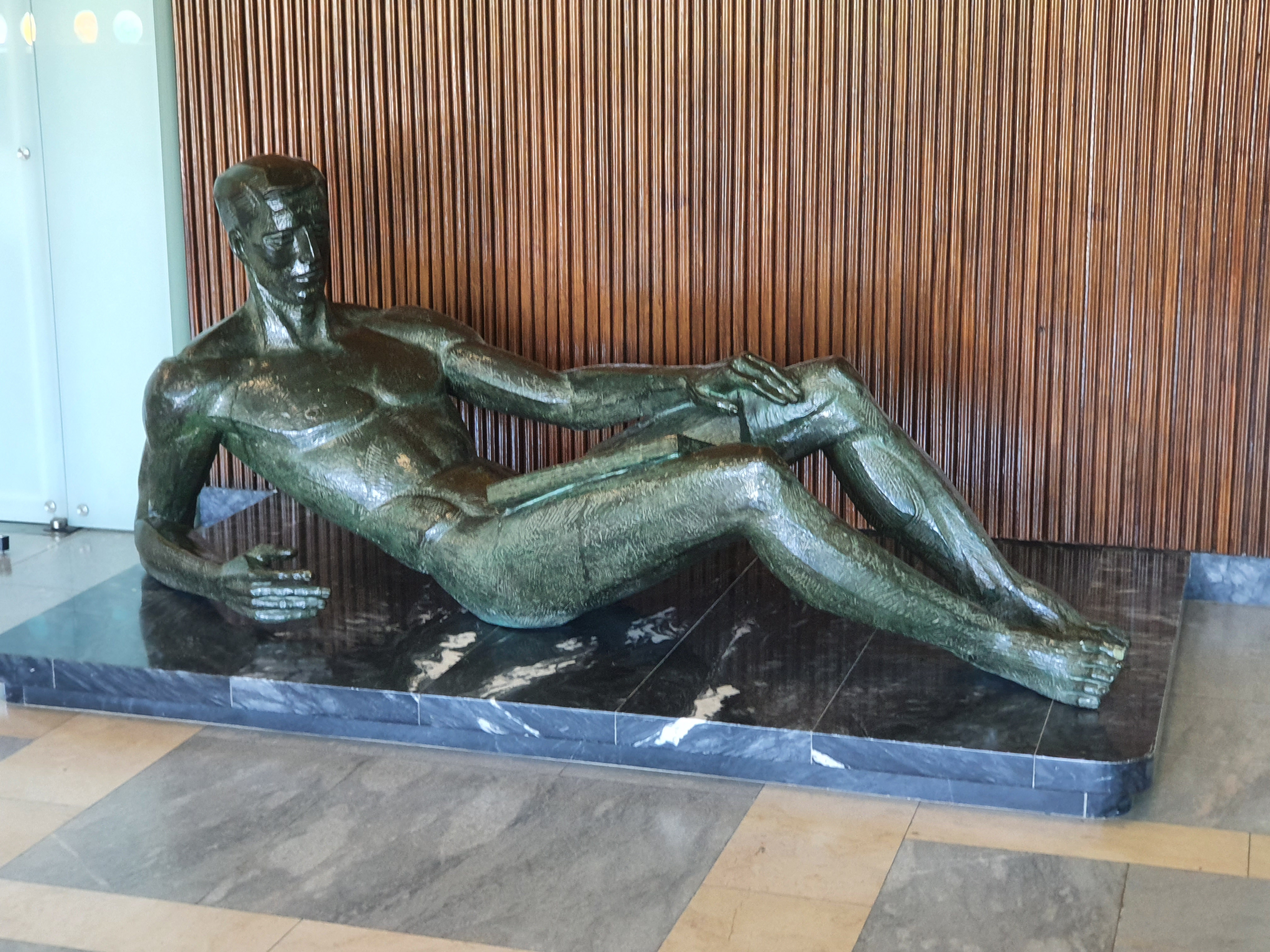
O Estudante (1961), escultura de Sores Branco na no vestíbulo principal da Cantina Velha da Universidade de Lisboa.
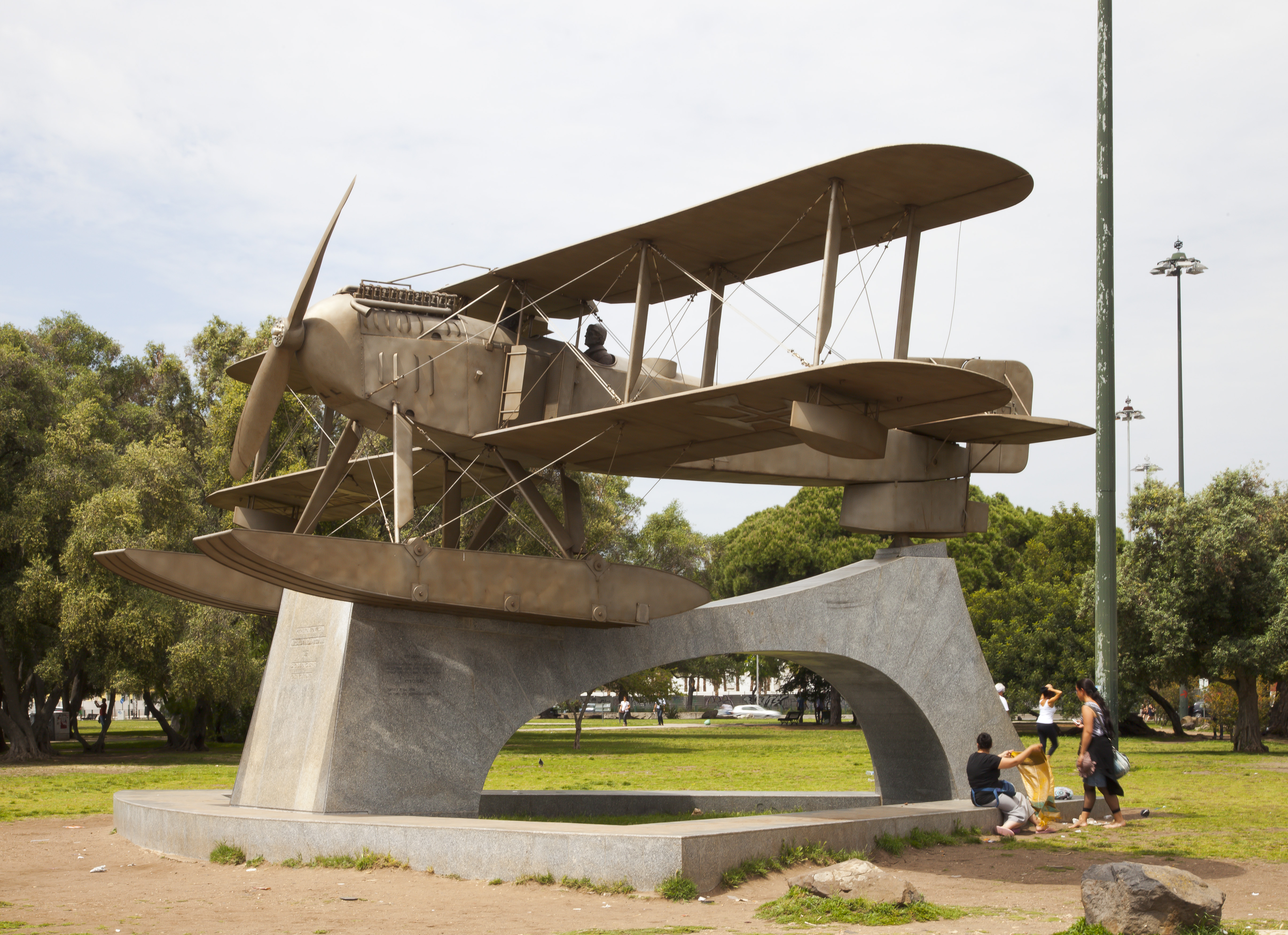
Monumento Comemorativo da 1ª Travessia Aérea do Atlântico Sul, em Belém (Lisboa).